# شهریارک‌های آبی
شهریارک‌های آبی (نام علمی: Hypothymis) نام یک سرده از خانواده مگس‌گیر شهریار است.